# تلمبه اکبر صادقی
تلمبه اکبر صادقی یک منطقهٔ مسکونی در ایران است که در دهستان نوبندگان واقع شده‌است. تلمبه اکبر صادقی ۴۱ نفر جمعیت دارد.